# Mer lunaire
«  Mare (exogéologie) » redirige ici. Pour les autres significations, voir Mare (homonymie).
«  Cryptomaria » redirige ici. Ne pas confondre avec Cryptomeria.
«  Cryptomer » redirige ici. Ne pas confondre avec Cryptomère.
Pour les articles homonymes, voir Mer (homonymie).

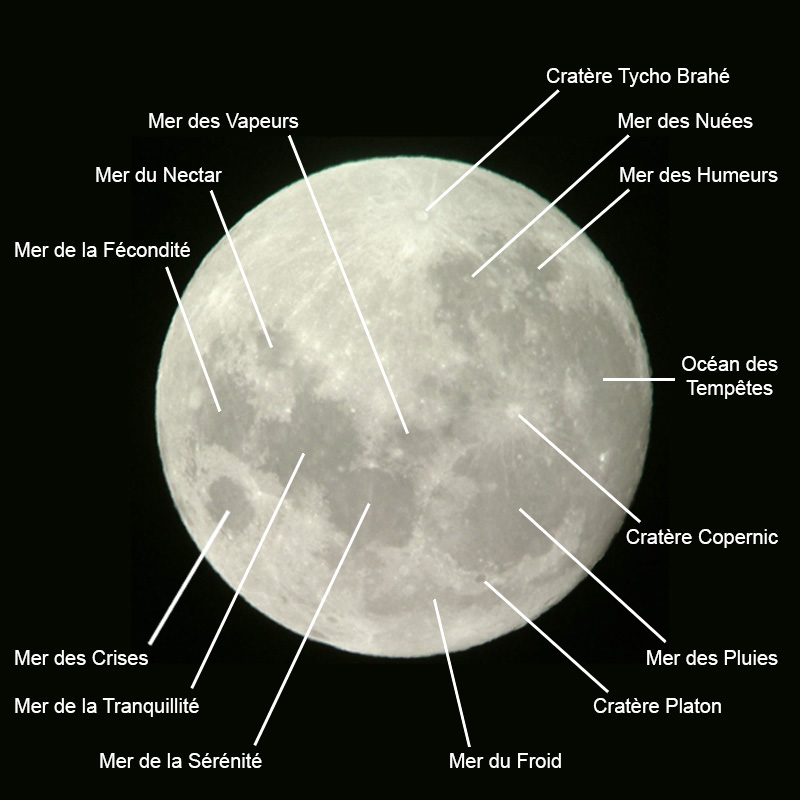
Principales maria lunaires et cratères. La photographie est à l'envers, telle que vue au travers d'un instrument astronomique.

Principales maria (observation à l’œil nu).

L'océan magmatique lunaire se différencie en croûte d'anorthosites et manteau, cristallisant totalement vers 4,4-4,2 Ga. À la fin de l'Hadéen, la croûte sélène subit le Grand bombardement tardif à l'origine des grands bassins comme Mare Orientale et Imbrium. Vers 3,9 Ga, la chaleur dégagée par la radioactivité des éléments fait fondre partiellement le manteau, ce qui entraîne l'épanchement de basalte dans les grands bassins, formant ainsi les mers.

Les mers lunaires, ou maria en latin scientifique (mare au singulier), sont des plaines basaltiques grandes et sombres sur la Lune, formées par d'anciennes coulées volcaniques et causées par l'impact de très grosses météorites. Elles furent nommées maria, du mot latin signifiant « mers », par l'astronome Michael Florent van Langren qui les avait confondues avec de vrais mers et océans,.
La mission Apollo 11 a déposé les deux premiers hommes sur la Mer de la Tranquillité.
En raison de leur composition basaltique riche en fer, elles sont moins réfléchissantes que les hauts plateaux, qui sont plus vieux et possèdent un sol (ou régolithe), créé par l'impact de micrométéorites pendant des centaines de millions d'années. Les maria couvrent 16 % de la surface lunaire, principalement sur la face visible depuis la Terre. Les quelques maria de la face cachée sont plus petites, et composées principalement de grands cratères dans lesquels s'écoulèrent de faibles quantités de basalte.
Les cryptomers ou cryptomaria (cryptomare au singulier) sont des maria dont les laves basaltiques ne sont plus visibles car enfouies sous des éjectas brillants plus récents.

## Dénomination
La majorité des noms aux mers fut établie par Giovanni Riccioli dans son Almagestum novum, qui en 1651 posa les bases du système en vigueur aujourd'hui encore dans la nomenclature standardisée à partir de 1935 par l'Union astronomique internationale. Riccioli nomma les mers en fonction du temps météorologique car il croyait que chaque phase lunaire (à laquelle correspondent des mers et leur plus ou moins grande visibilité) indiquait le temps qu'il faisait sur Terre. Galilée aurait détruit cette légende en faisant remarquer que l'absence de reflets de la lumière solaire sur ces surfaces indiquait plutôt une surface rocheuse et que la corrélation mer/temps était infondée, mais la terminologie a subsisté.
La nomenclature traditionnelle des noms lunaires possède également un « oceanus » (l'océan des Tempêtes, la plus grande des mers lunaires, faisant plus de 2 500 kilomètres selon son axe nord-sud et une superficie d'environ 2 millions de kilomètres carrés), ainsi que des lieux dénommés « lacus » (lac), « palus » (marais) et « sinus » (baie). Les trois derniers sont plus petits que les maria, mais sont de même nature et ont les mêmes caractéristiques.

## Distribution
La plupart des éruptions volcaniques qui forment les maria ont lieu le long des fissures des bassins d'impact. La lave basaltique s'écoule en plusieurs périodes distinctes durant des millions d'années, bien après que les bassins d'impact se sont initialement formés. Chaque  coulée individuelle a une épaisseur de plusieurs dizaines de mètres, l'épaisseur cumulée pouvant atteindre quelques milliers de mètres.
La distribution irrégulière des maria à la surface de la Lune (les mers occupent 31,2 % de la surface de la face visible de la lune, 2,6 % de la face cachée, probablement à cause d'une croûte plus mince et d'un manteau plus chaud de la face visible, favorisant les épanchements basaltiques) est proposée comme une cause potentielle du phénomène de la rotation synchrone de la Lune autour de la Terre. En effet, les maria étant plus denses que le reste de la surface lunaire, elles sont plus fortement attirées par la gravité terrestre. Après des millénaires, la rotation de la Lune se serait ralentie de façon que la face la plus « lourde » soit constamment orientée vers la Terre.

## Croyances et mythologies

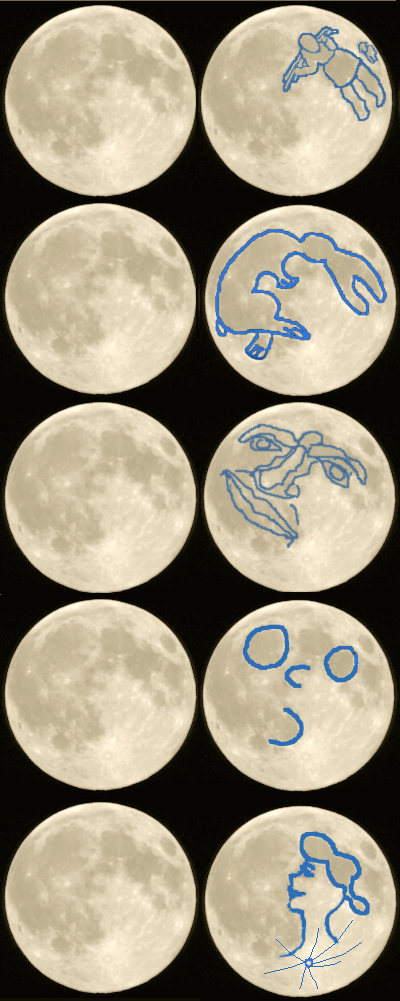
Exemples de paréidolies formées par les taches de la Lune.

Les variations de teinte et de lumière à la surface de la Lune sont vues aussi comme des motifs que les hommes ont interprétés différemment suivant leur culture et leur imagination. Les mers aux teintes sombres peuvent notamment délimiter des formes humaines par le phénomène de paréidolie. Certains y voient une vieille femme portant des fagots sur son dos ou à béquilles (Lune descendante, figure du haut de l'illustration ci-contre), voire une sorcière. Dans Le Songe d'une nuit d'été, William Shakespeare évoque un homme, accompagné d'un chien. L'astre a également été associé aux animaux nocturnes : le chat (Mandingues en Afrique), le lapin ou le lièvre de jade (deuxième figure) notamment dans la mythologie aztèque et dans le folklore de l'Asie de l'Est, où il utilise un mortier et un pilon,. Certains y voient un buffle aux cornes lunaires, une figure de l'« homme dans la Lune », des visages humains (troisième figure), notamment le visage poupin de Jean de la Lune (quatrième figure), ou de femme (figure du bas).